# 帕彭海姆
帕彭海姆（德語：Pappenheim，發音：[ˈpapn̩haɪm] ⓘ）是德国巴伐利亚州中弗兰肯行政区魏森堡-贡岑豪森县的城市，面积64.32平方千米，2023年12月31日人口为3,951人。